# Il sogno di Harriet
 Il sogno di Harriet (Katie Fforde: Harriets Traum) è un film TV tedesco del 2011, diretto da John Delbridge e basato su un romanzo della scrittrice britannica Katie Fforde. Protagonista è l'attrice Wanda Perdelwitz alias Wanda Colombina; altri interpreti principali sono Ben Braun, Ulrike C. Tscharre e Stephan Schad.
In Germania, il film TV fu trasmesso in prima visione dall'emittente televisiva ZDF il 20 febbraio 2011 In Italia fu trasmesso per la prima volta da Raiuno il 20 luglio 2014.

## Trama[3][4][5][6][9]
Protagonista delle vicende è Harriet Devonshire, una ragazza madre di ricca estrazione, il cui figlio Matthew, avuto all'età di sedici anni, viene spedito con il solo consenso dei genitori di lei in un college.
Harriet decide così di emanciparsi per ottenere la custodia di Matthew, trasferendosi in un'altra città.
Nella nuova città trova sistemazione nella casa-battello di May Sargent e lavoro come factotum presso lo studio di un fotografo, Leo Purbright.
Harriet, da sempre appassionata di fotografia, riesce a far colpo su Leo e tra i due nasce una storia d'amore.

## Distribuzione
- Katie Fforde: Harriets Traum (Germania; titolo originale)[7]
- Il sogno di Harriet (Italia)[7]
- El sueño de Harriet (Spagna)[7]

## Ascolti

### Italia
In Italia, la messa in onda in prima visione del film TV ha fatto registrare una media di 2.763.000 spettatori. Con uno share del 15,74% risultò il programma più visto della prima serata del 20 luglio 2014.